# Ludwig Friedrich Cellarius
Ludwig Friedrich Cellarius, auch: Ludwig Friedrich Keller (* 25. November 1745 in Quittelsdorf; † 22. Mai 1818 in Rudolstadt) war ein deutscher evangelischer Theologe.

## Leben
Nach dem Besuch des Gymnasiums in Rudolstadt studierte Cellarius an der Universität Jena und erwarb sich dabei den philosophischen Magistergrad. 1776 ging er nach Wittenberg als Adjunkt an der philosophischen Fakultät der Leucorea, wurde am 19. Mai 1776 Baccalaureus der Theologie und hielt philosophische und theologische Vorlesungen.
1777 wurde er als Diaconus nach Rudolstadt berufen, wo er mehrere geistliche Stellen bekleidete und 1810 zum Generalsuperintendenten und Inspektor des theologischen Seminars bestellt wurde. Seine aktive Teilnahme an den Geschehnissen der Zeit und seine theologischen und philosophischen Schriften brachten ihm die damalige Anerkennung ein.